# Львівський район
 Львівський район — район у Львівській області України, утворений 17 липня 2020 року в рамках адміністративно териториальноі реформи.
Район межує: на півночі — з Червоноградським, на сході — з Золочівським, південному заході — з Самбірським, на заході — з Яворівським, на півдні — зі Стрийським і Дрогобицьким районами Львівської області, на південному сході — з Тернопільською та Івано-Франківською областями, на північному заході — з Люблінським та Підкарпатським воєводствами Республіки Польща.

## Символіка
Положення про зміст, опис Великого та Малого гербів, Прапора та порядок використання символіки Львівського району Львівської області було затверджене рішенням Львівської районної ради від 12.10.2021 року № 130. Символи району відображають природні особливості, історичну і сучасну символіку району і вказують на адміністративний статус.

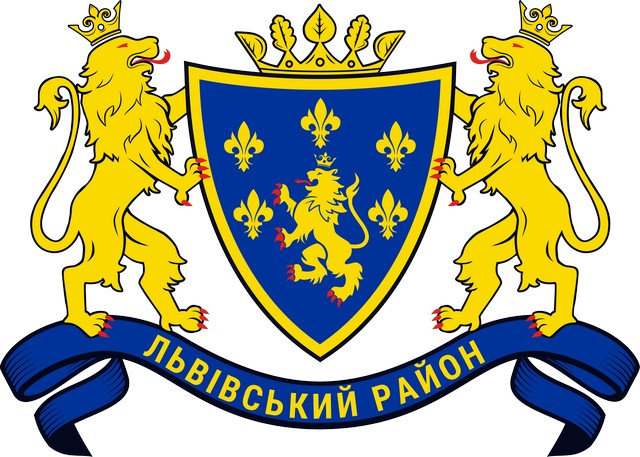
Великий Герб Львівського району
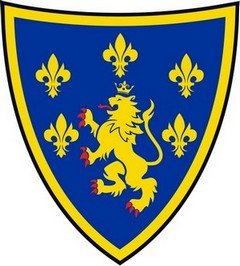
Малий Герб Львівського району
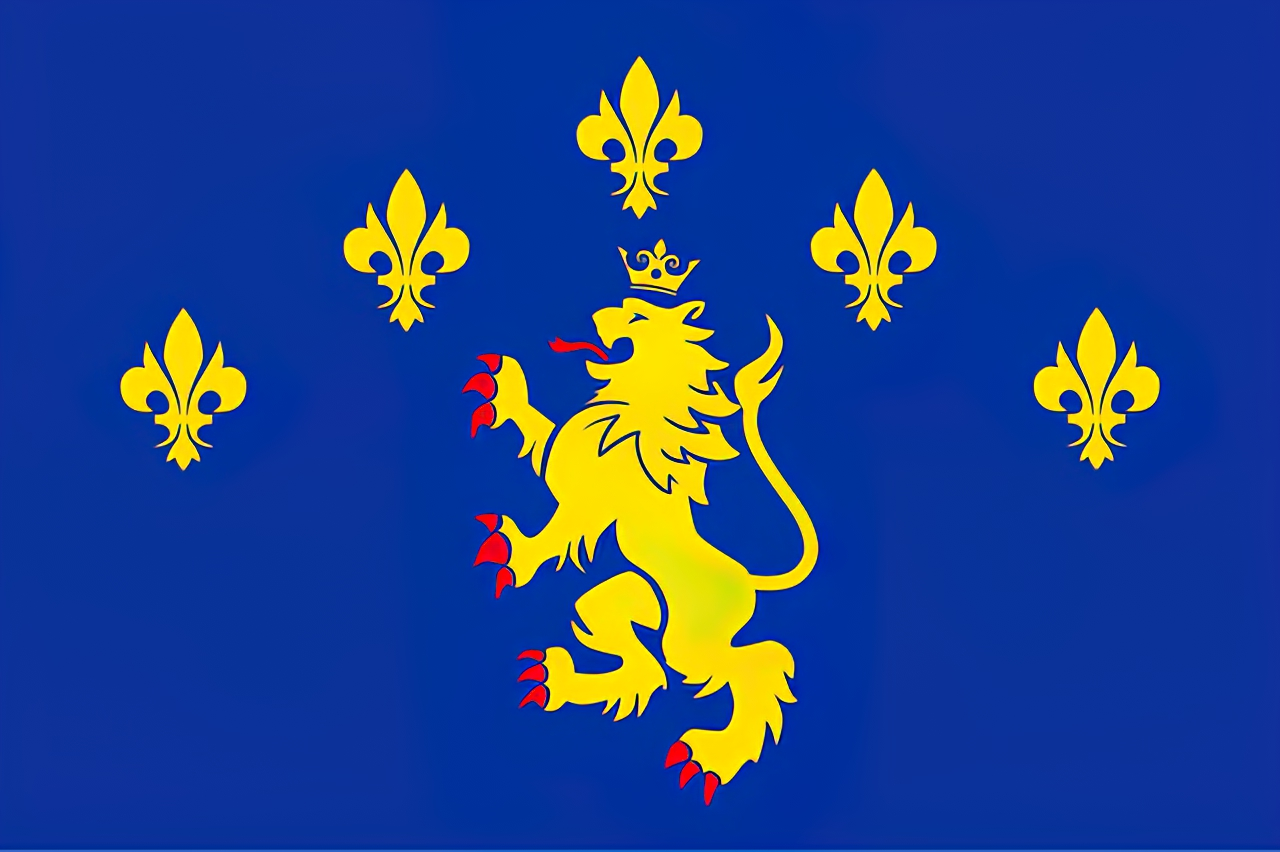
Прапор Львівського району